# Naoto Kidoku
Naoto Kidoku (寄特 直人 Kidoku Naoto?, nacido el 12 de mayo de 1994 en Yamanashi) es un futbolista japonés que se desempeña como defensa.

## Trayectoria

### Clubes
| Club            | País  | Año         |
| --------------- | ----- | ----------- |
| Fagiano Okayama | Japón | 2013 - 2016 |
| SC Sagamihara   | Japón | 2017        |

## Estadística de carrera

### J. League
| Club            | Año   | J. League | J. League | Copa J. League | Copa J. League | Total | Total |
| Club            | Año   | Part.     | Goles     | Part.          | Goles          | Part. | Goles |
| --------------- | ----- | --------- | --------- | -------------- | -------------- | ----- | ----- |
| Fagiano Okayama | 2013  | 0         | 0         | -              | -              | 0     | 0     |
| Fagiano Okayama | 2014  | 0         | 0         | -              | -              | 0     | 0     |
| Fagiano Okayama | 2015  | 0         | 0         | -              | -              | 0     | 0     |
| Fagiano Okayama | 2016  | 0         | 0         | -              | -              | 0     | 0     |
| SC Sagamihara   | 2017  | 4         | 0         | -              | -              | 4     | 0     |
| Total           | Total | 4         | 0         | 0              | 0              | 4     | 0     |